# Enzo Cavazzoni
Enzo Cavazzoni (Asolo, 2 maart 1932 – Victoria (Brits-Columbia), 15 augustus 2012) was een Italiaans waterpolospeler.
Enzo Cavazzoni nam als waterpoloër eenmaal deel aan de Olympische Spelen; in 1956. In 1956 maakte hij deel uit van het Italiaanse team dat als vierde eindigde. Hij speelde vijf wedstrijden als keeper.
Cosimo Antonelli · 
Alfonso Buonocore · 
Enzo Cavazzoni · 
Maurizio D'Achille · 
Giuseppe D'Altrui · 
Frederico Dennerlein · 
Luigi Mannelli · 
Angelo Marciani · 
Paolo Pucci · 
Cesare Rubini · 
Rosario Parmegiani (R)